# Johannes Burman

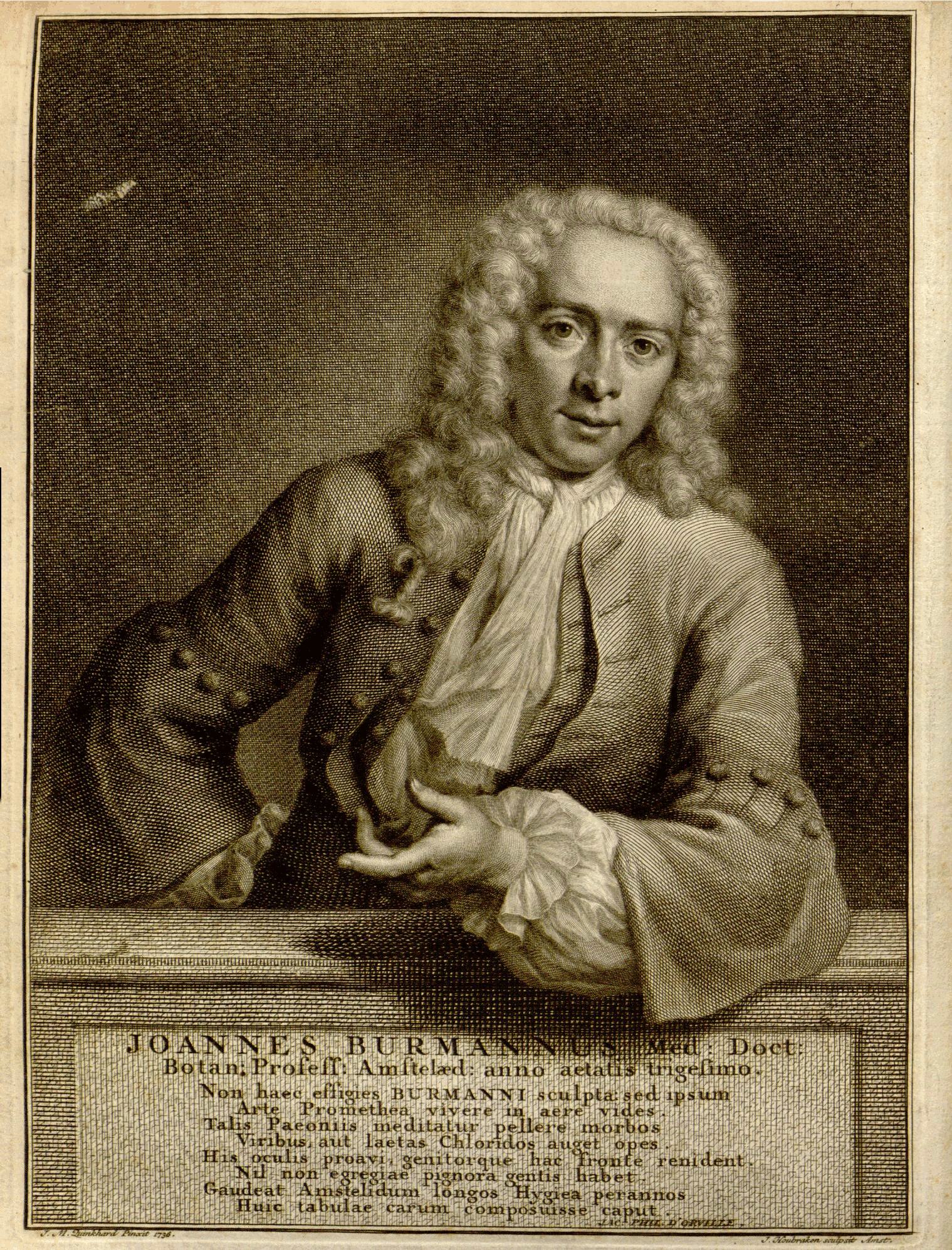
Porträtt av Johannes Burman 1736 från Thesaurus zeylanicus.

Johannes Burman, född 26 april 1707 i Amsterdam, död 20 februari 1780 i Amsterdam, var en nederländsk botaniker. Han var son till Frans Burman (1671–1719), brorson till Pieter Burman den äldre, bror till Frans Burman (1708–1793) och Pieter Burman den yngre samt far till Nicolaas Laurens Burman. Auktorsnamnet Burm. kan användas för Johannes Burman i samband med ett vetenskapligt namn inom botaniken; se Wikipediaartiklar som länkar till auktorsnamnet.
Burman var professor vid Athenaeum Illustre i Amsterdam och blev direktor för botaniska trädgården där 1728. Han ägnade sig främst åt floristik och växtsystematik. Han utgav två rikt illustrerade arbeten. Dels Thesaurus zeylanicus (1737), till stor del enligt den tyske läkaren Paul Hermanns insamlingar på Ceylon 1670–1677, ett arbete, vid vars utarbetande Linné biträtt honom under sin vistelse i Holland; dels Raariorum africanarum plantarum decas 1–10 (1738–1739), där han beskrev Kaplandets växter efter insamlingar av de nederländska tjänstemännen van der Stel och Witsen. År 1740 invaldes Burman som ledamot av Leopoldina och 1776 blev han hedersledamot av Ryska vetenskapsakademien i Sankt Petersburg.